# Chloormequat-chloride
Chloormequat-chloride, een zout van chloormequat (CAS-nummer 7003-89-6), is een plantengroeiregelaar. De zuivere stof bestaat uit kleurloze tot witte, zeer hygroscopische kristallen. Ze wordt verkocht als een waterige oplossing; dit is een helgele, corrosieve vloeistof met een visgeur. Het product wordt onder verschillende merknamen verkocht, onder andere CCC (Bayer CropScience, AgriChem), CECECE (BASF) of Belcocel 750 (Protex). Er is geen octrooibescherming meer voor.

## Toepassing
Chloormequat-chloride wordt gespoten op tarwe, rogge, triticale, spelt en haver om de stengels kort en stevig te houden, en te voorkomen dat de gewassen gaan liggen door wind en neerslag. Bij sierplanten wordt het gebruikt om de vorming van zijtakken en het bloeien te bevorderen.

## Regelgeving
Chloormequat-chloride is een stof die al sedert de jaren '60 op de markt is. De Europese Commissie plaatste ze in 2009 op de lijst van toegelaten middelen. Hierin werd het gebruik beperkt tot graangewassen. Begin 2010 werd dit uitgebreid tot niet-eetbare planten. Onder meer in België en Nederland zijn producten met chloormequat-chloride erkend.

## Toxicologie en veiligheid
Chloormequat-chloride is geen brandbare stof. De waterige oplossing is een zwak corrosieve vloeistof. Ze is schadelijk bij huidcontact, irriterend voor de ogen en matig toxisch bij inslikken.
De stof is weinig giftig voor bijen. Ze is wel matig giftig voor hogere waterplanten.